# Ludwik Leszko
Ludwik Leszko (ur. 21 lipca 1890, zm. 27 czerwca 1957 w Krakowie) – polski malarz. Uprawiał malarstwo olejne i akwarelowe. Głównym tematem jego twórczości był pejzaż, szczególnie górski oraz nadmorski. Jako artysta krakowski malował też sceny z życia miasta, oraz widoki okolic. Studiował malarstwo na Akademii Sztuk Pięknych w Krakowie (jako uczeń Józefa Mehoffera), oraz w Wiedniu (1908-1918 i 1920-1921). Po ukończeniu studiów wiele podróżował, szukając inspiracji artystycznej. W latach 20. i 30. XX wieku odwiedził m.in. kraje skandynawskie, Włochy, Grecję, Turcję oraz Francję.
Swoje dzieła wystawiał w Polsce i za granicą. Miał dwie indywidualne wystawy zorganizowane w krakowskim TPSP (1929, 1931), a także inne; we Lwowie (1926, 1927), Poznaniu oraz TZSP w Warszawie (1930, 1931, 1934) oraz Paryżu (1927), Bratysławie (1928), Londynie (1930) i Brukseli. Po 1945 należał do ugrupowania „Krąg”. Pochowany na cmentarzu Rakowickim w grobowcu rodziny Bocheńskich pas-78 wsch., rząd 1.
Był niezwykle barwną postacią – na jego temat powstało wiele anegdot.